# Qazim Turdiu
Qazim Turdiu (ur. 7 czerwca 1917, zm. 8 kwietnia 1989 w Tiranie) – albański matematyk, profesor na Uniwersytecie Tirańskim. Był autorem podręczników do matematyki, gdzie poruszał tematykę m.in. metodologii matematyki, geometrii analitycznej, analizy matematycznej, trygonometrii i historii matematyki.

## Życiorys
W 1937 roku ukończył szkołę średnią w Tiranie. Wyjechał do Francji, gdzie studiował matematykę na Uniwersytecie w Montpellier. Po ukończeniu nauki wrócił do okupowanej już Włochy Albanii. W latach 1940–1942 był nauczycielem matematyki w gimnazjum w Szkodrze, a następnie w 1943 w gimnazjum w Tiranie, pełniąc tam jednocześnie funkcję wicedyrektora. Interweniował u wicekróla Albanii Francesca Jacomoniego, by wstawić się za aresztowanymi studentami o poglądach komunistycznych. Proponowano mu wzięcie udziału w walkę narodowo-wyzwoleńczą; odmówił z powodu współpracy albańskich komunistów z jugosłowiańskimi.
Był jednym z pierwszych wykładowców otworzonego w 1948 roku Wyższego Uniwersytetu Pedagogicznego w Tiranie. W roku 1960 ukończył studia podyplomowe na moskiewskim Uniwersytetu Łomonosowa. Wykładał matematykę Uniwersytecie Tirańskim do 1983 roku.
Władze komunistyczne atakowały go z powodu pochodzenia z klasy wyższej, sam Turdiu był zwolennikiem szkolnictwa na wzór zachodni.
Zmarł w Tiranie 8 kwietnia 1989 roku, a na jego pogrzeb przyszło tysiące osób.

## Życie prywatne
W 1956 roku ożenił się z Asime Pipë, z którą miał dwoje dzieci: Parida (ur. 1958) i Silvę (ur. 1961).

## Upamiętnienie
W 1992 roku jedna z tirańskich szkół została nazwana imieniem Qazima Turdiu.